# Явлейка (Пензенская область)
Явлейка — село, административный центр Явлейского сельсовета, Кузнецкого района, Пензенской области. Стоит на речке Явлейке.

## Происхождение названия
Название села состоит из двух мордовских слов: «ев» — «проточная вода» и «лей» — «речка, овраг», то есть «евлей» это «родниковый овраг».

## История

### Русское царство
9 ноября (по старому стилю: 30 октября) 1694 года подьячий Саранской приказной избы, Назар Еголников, отказал Петру Ивановичу Нечаеву, Митрофану Ивановичу Литвинову, Афанасию Ивановичу и Ивану Ивановичу Анненковым по 350 четвертей земли в Саранском уезде на реке Суре и на речках Рызлее и Евлее.
В первом десятилетии XVIII века братья И. И. и А. И. Анненковы перевели 14 крестьянских дворов из села Федоровского, Пьянского стана, Алатырского уезда в Евлейку, Засурского стана, Саранского уезда, а землями при Федоровке и оставшимися крестьянами стал владеть третий брат — Г. И. Анненков с детьми.
В 1712 году помещиками в селе были Анненковы, Литвиновы, Есиповы.
В 1719 году, на момент 1-й подушной переписи, в селе Никольском, Евлейке тож жило 147 человек мужского пола. Помещики: Ульянины, Ематовы, Лопатины, Литвиновы, Анненковы, Ермоловы.

### Российская империя
В 1723 году, на момент дополнения 1-й подушной переписи, в селе Никольском, Евлейке тож жило 165 человек мужского пола. Помещики: Ульянины, Ематовы, Лопатины, Литвиновы, Анненковы, Ермоловы.
В 1745 году, на момент 2-й подушной переписи, в селе Никольском, Евлейке тож, Засурского стана, Саранского уезда, Пензенской провинции жило 158 человек мужского пола. Помещики: Ульянины, Лопатины, Литвиновы, Столыпины, Языковы, Лобковы. Между 1 и 2 ревизиями Г. О. Лопатин перевез в Евлейку несколько семей из села Лопатина, Завадского стана, Курмышского уезда, П. М. Литвинов — из деревни Костякинки и села Архангельского, Елховки тож, Саранского уезда, М. М. Столыпина — из деревни Костякинки и села Архангельского, Елховки тож, Саранского уезда, а Н. Д. Языков — из села Серисного, Арзамасского уезда.
В 1762 году, на момент 3-й подушной переписи, в селе Никольском, Евлейке тож, Засурского стана, Саранского уезда жило 372 человека: 197 мужчин и 175 женщин. Помещики: Ульянины, Лопатины, Мартыновы, Анненковы, Языковы, Лобковы, Литвиновы.
В 1780 году было создано Симбирское наместничество и село Николаевское, Евлейка тож перешло из Саранского уезда в Канадейский уезд. По ревизским сказкам в селе было 149 душ помещичьих крестьян.
В 1859 году село Явлейка, расположенное по реке Суре и реке Барышу, входило во 2-й стан Сызранского уезда Симбирской губернии. В селе было 54 двора, а население составляло 381 человека: 178 мужчин и 203 женщины, имелась 1 православная церковь.
В 1884 году село Явлейка, Никольское тож входило в состав Казаковской волости, в нем была 1 церковь, 64 двора и 335 жителей: 155 мужчин и 180 женщин.
В 1913 году село Явлейка входило в состав Казаковской волости, в нем была церковь, начальная школа, лесопильный завод И. П. Яковлевой и С. Ф. Аксенова, мельница Носкова и К0, 70 дворов и 391 жителей: 194 мужчины и 197 женщин.

### Советский Союз
В 1930 году в Явлейке было 580 жителей.
В 1959 году в Явлейке, вместе с поселком МТС, было 478 жителей.
В 1979 году в Явлейке было 482 жителя.
В 1989 году в Явлейке было 743 жителя.

### Российская Федерация
В 1996 году в Явлейке было 746 жителей.
В 2004 году в Явлейке было 670 жителей.
В 2010 году в Явлейке было 627 жителей.

## Улицы
- Заречная улица
- Лесная улица
- Луговая улица
- Молодежная улица
- Новая улица
- Сурская улица
- Цветочная улица
- Центральная улица
- Школьная улица
- Явлейская улица